# (9366) 1992 WR1
A (9366) 1992 WR1 a Naprendszer kisbolygóövében található aszteroida. Atsushi Sugie fedezte fel 1992. november 17-én.